# Alaudidae
Gli Alaudidi (Alaudidae Vigors, 1825) sono una famiglia di uccelli appartenente all'ordine dei Passeriformi. La maggior parte delle specie vive nel Vecchio Mondo e nell'Australia settentrionale e orientale; solo una specie vive in America del Nord.

## Descrizione
Gli Alaudidi sono passeriformi canori di piccole-medie dimensioni; la lunghezza varia dai 12 ai 25 centimetri, mentre il peso va dai 15 ai 75 grammi. Il piumaggio è di solito bruno striato, con macchie vistose bianche o nere in alcune specie. Questa colorazione spenta permette loro di mimetizzarsi a terra, soprattutto nel periodo riproduttivo. Come altri uccelli terricoli, molte specie di Alaudidi hanno lunghi artigli posteriori che donano loro stabilità quando si posano. Il tarso è rivestito di una sola serie di scudetti sul retro (a causa di ciò risulta arrotondato), mentre tutti gli altri uccelli canori, come le pispole, ne hanno due.

## Biologia
Sono uccelli molto legati al terreno dove nidificano; preferiscono in genere ambienti spogli ed aperti.

### Voce
Gli Alaudidi hanno richiami più elaborati rispetto a molti altri uccelli, e spesso vengono usati durante il volo. Con essi, i maschi difendono il territorio di nidificazione e attraggono le femmine.
Le loro melodie sono state spesso fonte di ispirazione per poeti, letterati e musicisti.

### Alimentazione
Si nutrono di semi e insetti. Sebbene gli adulti della gran parte delle specie si cibino prevalentemente di semi, tutte le specie nutrono i pulcini con insetti per almeno una settimana dalla schiusa. Molte specie scavano col becco alla ricerca del cibo. Alcune hanno un becco robusto che serve per rompere i semi, altre invece hanno un becco lungo e curvo verso il basso adatto a scavare.

### Riproduzione
La maggior parte degli Alaudidi costruisce un nido a coppa sul terreno con erba secca, ma in alcune specie il nido è più complesso, in parte a forma di cupola. Specie che nidificano nel deserto costruiscono il proprio nido molto in basso tra i cespugli, forse per permettere una maggiore circolazione d'aria. Le femmine depongono in genere dalle 2 (specie delle regioni più aride) alle 6 (specie delle regioni temperate) uova maculate. L'incubazione varia dagli 11 ai 16 giorni. Gli Alaudidi sono gli unici uccelli passeriformi che perdono tutte le penne durante la prima muta. Questo avviene a causa della bassa qualità delle penne dei pulcini che, tuttavia, in quel periodo possono passare ad una dieta basata sui semi, il che permette un lavoro minore da parte dei genitori.

## Tassonomia
La famiglia degli Alaudidi appartiene al sottordine degli Oscini o Passeri. La tassonomia di Sibley-Ahlquist posizionava la famiglia nell'infraordine Passerida, mentre studi più recenti collocano gli Alaudidi nella superfamiglia Sylvioidea insieme alle famiglie Hirundinidae, Sylviidae, Timaliidae e altre affini.
La famiglia è composta da 20 generi e 97 specie:
- Genere Alaemon
  - Alaemon alaudipes (Desfontaines, 1789) - allodola beccocurvo

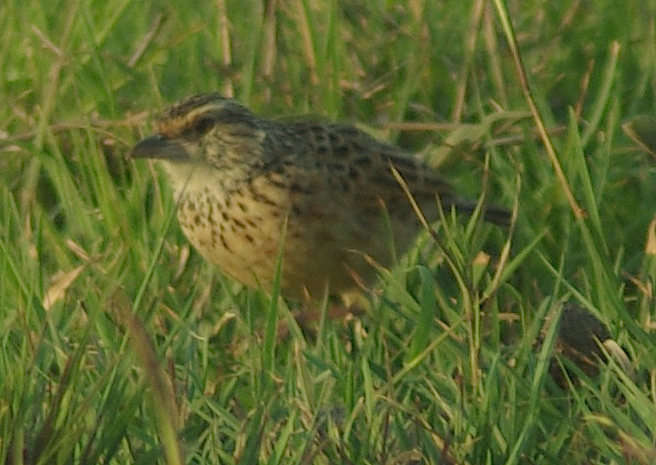
Allodola di macchia nucarossiccia (Mirafra africana)

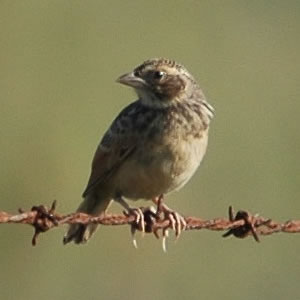
Allodola di Giava (Mirafra javanica)

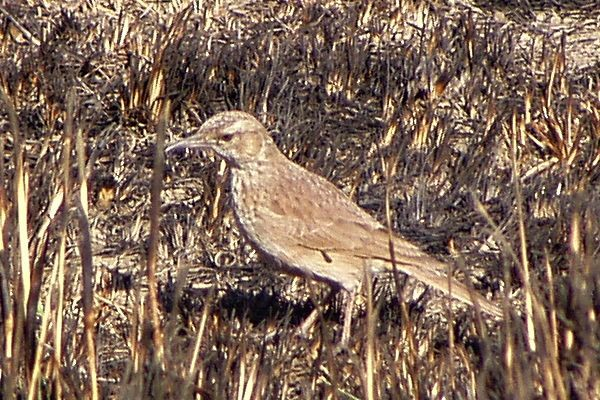
Allodola beccolungo orientale (Certhilauda semitorquata)

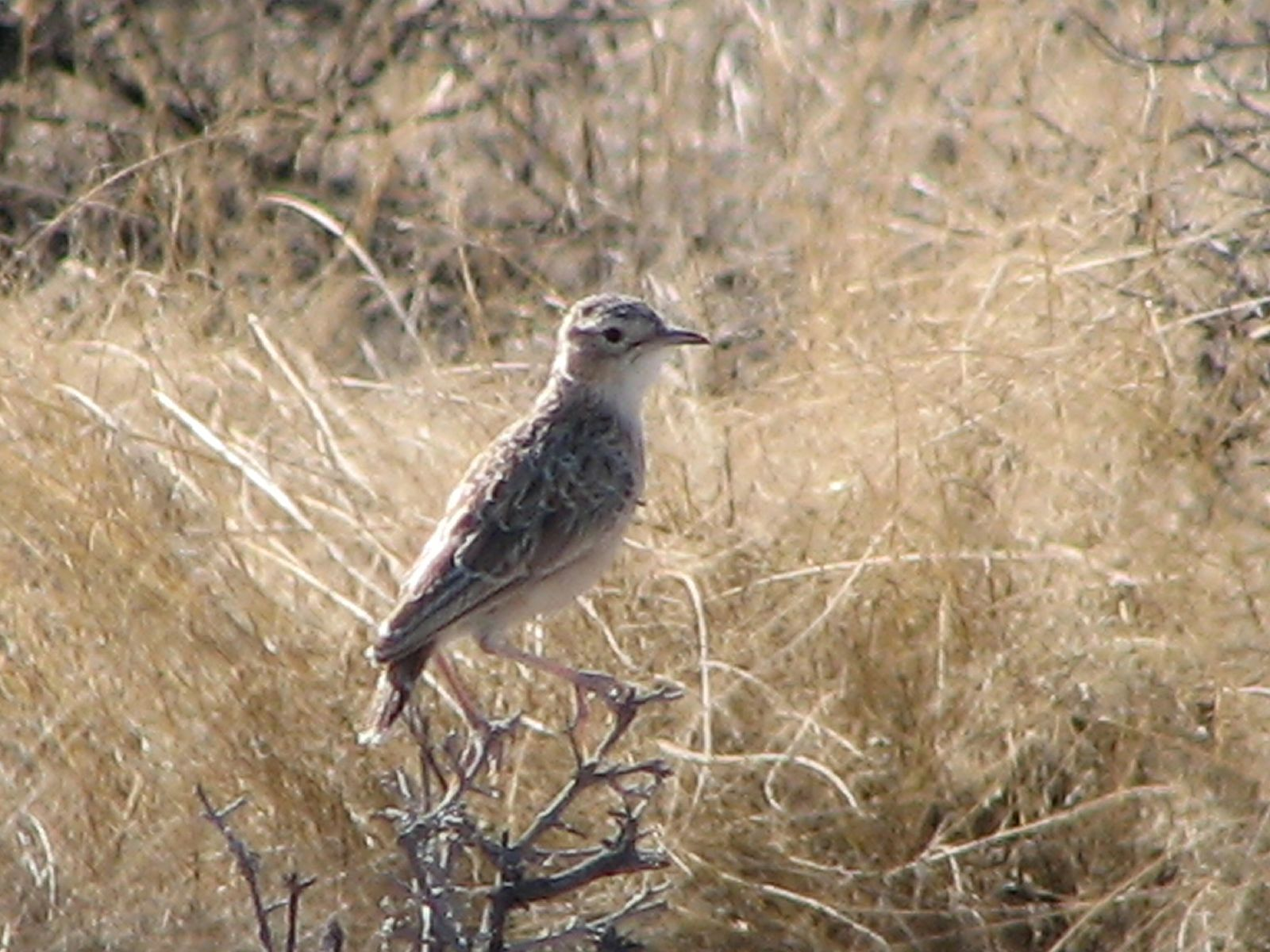
Allodola spinosa (Chersomanes albofasciata)

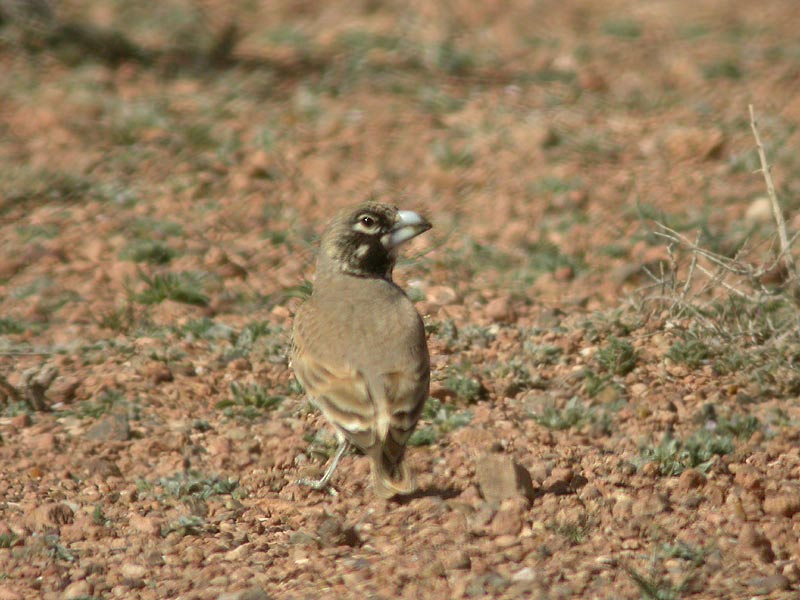
Allodola beccoforte (Ramphocoris clotbey)

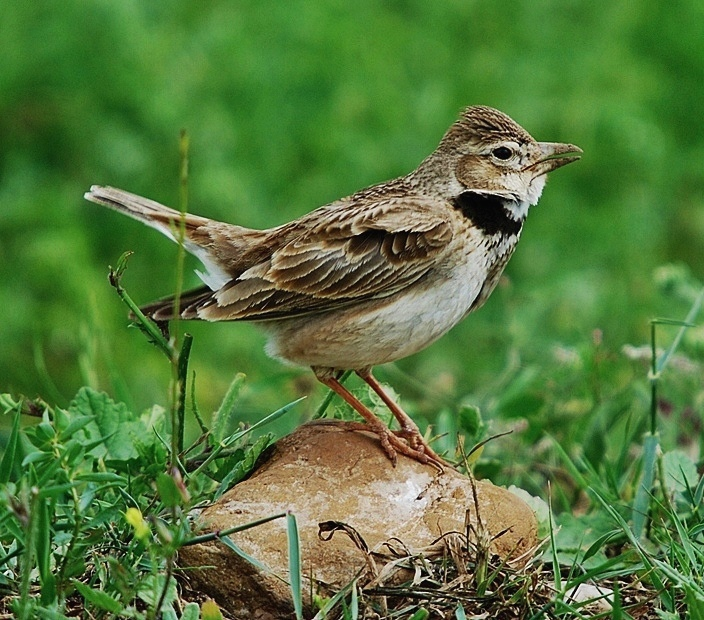
Calandra (Melanocorypha calandra)

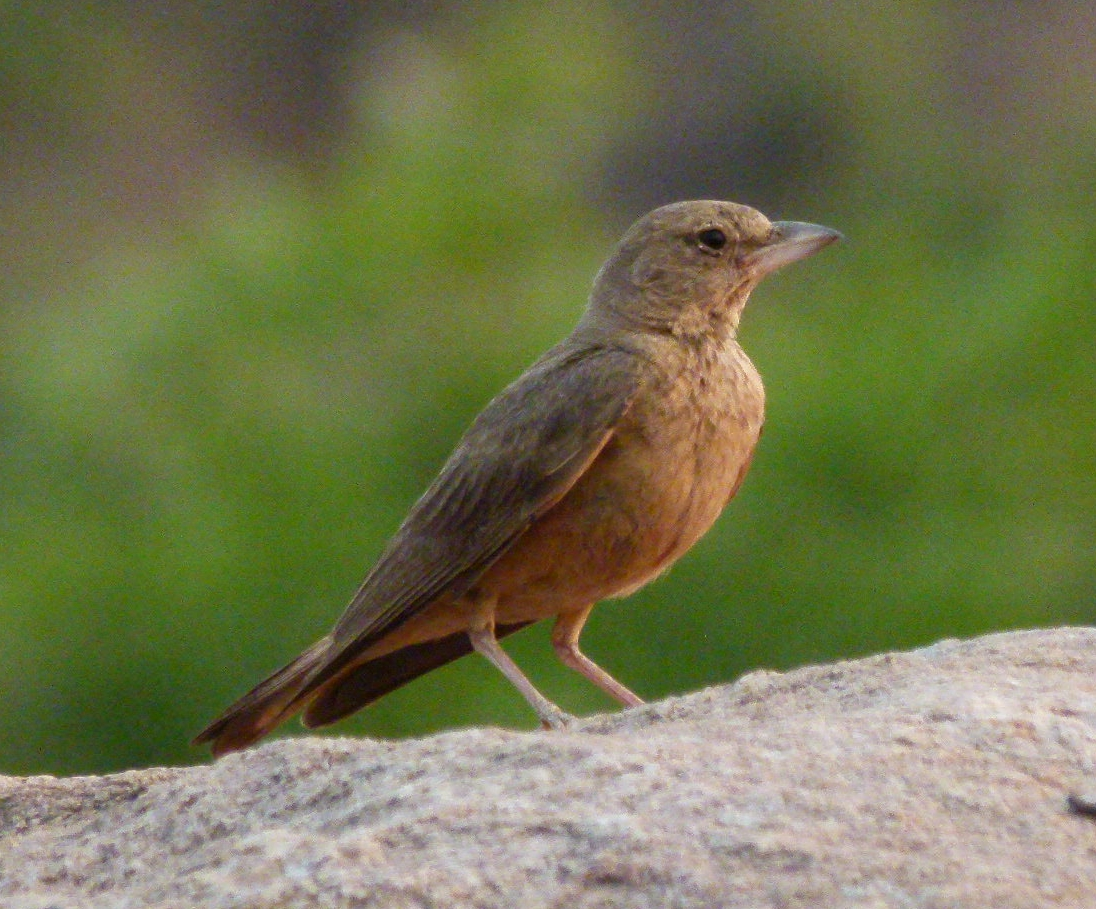
Allodola del deserto codarossa (Ammomanes phoenicura)

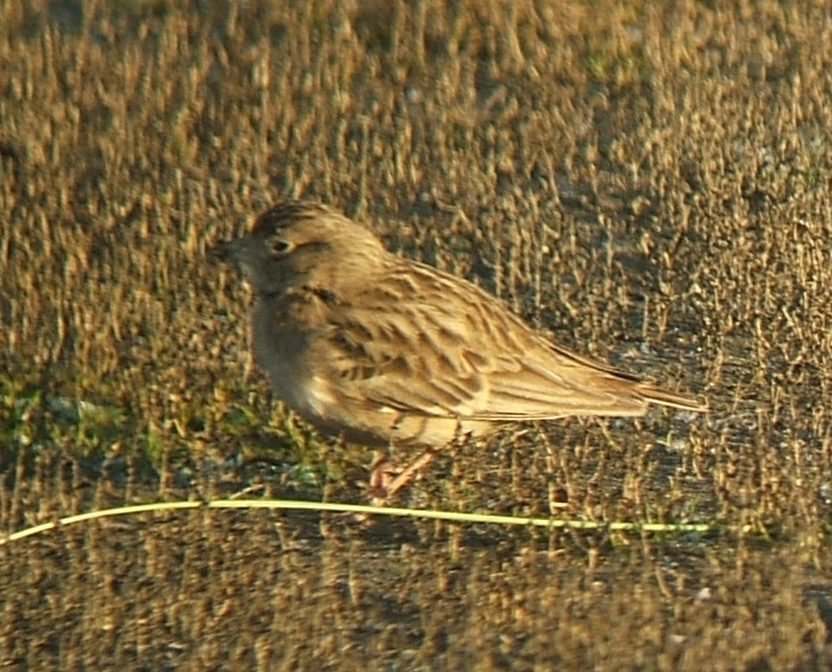
Calandrella (Calandrella brachydactyla)

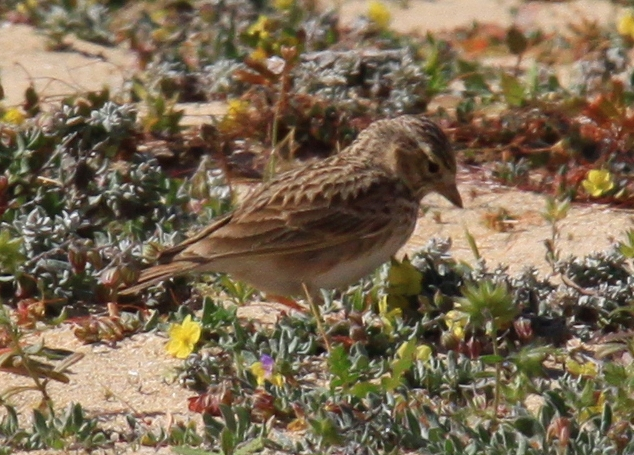
Calandrina (Alaudala rufescens)

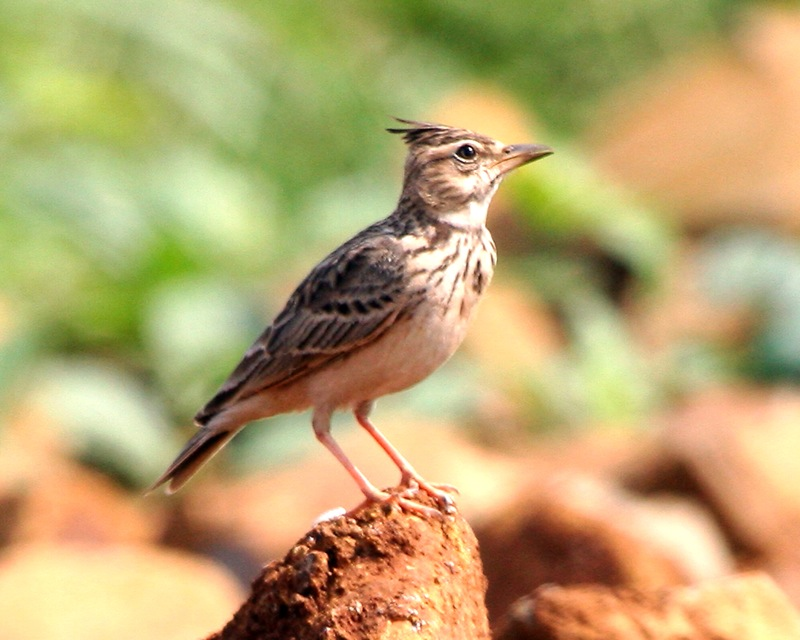
Cappellaccia (Galerida cristata)

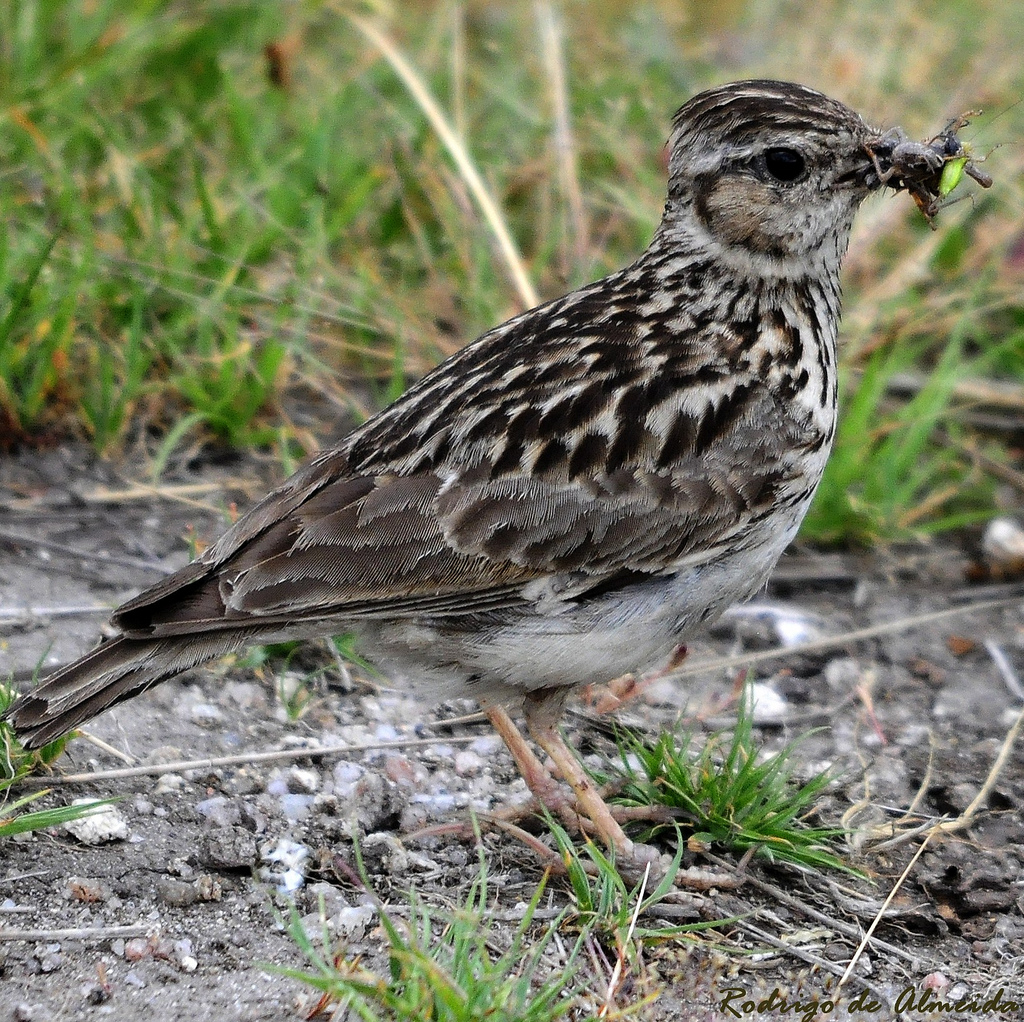
Tottavilla (Lullula arborea)

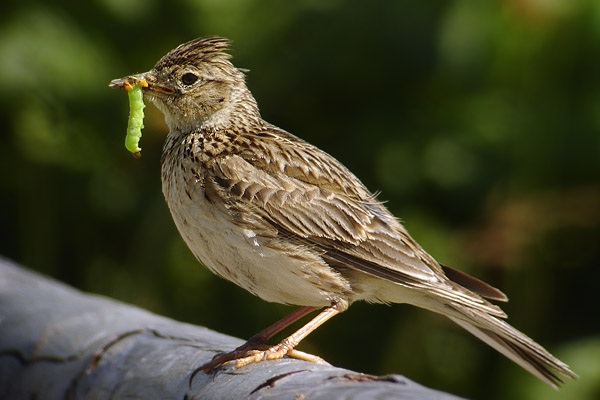
Allodola comune (Alauda arvensis)

  - Alaemon hamertoni Witherby, 1905 - allodola beccocurvo di Hamerton
- Genere Chersomanes
  - Chersomanes beesleyi Benson, 1966 - allodola di Beesley
  - Chersomanes albofasciata (Lafresnaye, 1836) - allodola dai calcagni appuntiti
- Genere Ammomanopsis
  - Ammomanopsis grayi (Wahlberg, 1855) - allodola di Gray
- Genere Certhilauda
  - Certhilauda chuana (Smith, A, 1836) - allodola del Chuana
  - Certhilauda subcoronata Smith, A, 1843 - allodola beccolungo del karoo
  - Certhilauda benguelensis (Sharpe, 1904) - allodola beccolungo del Benguela
  - Certhilauda semitorquata Smith, A, 1836 - allodola beccolungo orientale
  - Certhilauda curvirostris (Hermann, 1783) - allodola beccolungo
  - Certhilauda brevirostris Roberts, 1941 - allodola beccolungo di Agulhas
- Genere Pinarocorys
  - Pinarocorys nigricans (Sundevall, 1850) - allodola di macchia bruna
  - Pinarocorys erythropygia (Strickland, 1852) - allodola di macchia codarossa
- Genere Ramphocoris
  - Ramphocoris clotbey (Bonaparte, 1850) - allodola beccoforte
- Genere Ammomanes
  - Ammomanes deserti (Lichtenstein, 1823) - allodola del deserto
  - Ammomanes cinctura (Gould, 1839) - allodola del deserto codafasciata
  - Ammomanes phoenicura (Franklin, 1831) - allodola del deserto codarossa
- Genere Eremopterix
  - Eremopterix australis (A.Smith, 1836) - allodola passerina australe
  - Eremopterix hova (Hartlaub, 1860) - allodola del Madagascar
  - Eremopterix nigriceps (Gould, 1839) - allodola passerina capinera
  - Eremopterix leucotis (Stanley, 1814) - allodola passerina orecchie bianche
  - Eremopterix griseus (Scopoli, 1786) - allodola passerina capocenerino
  - Eremopterix signatus (Oustalet, 1886) - allodola passerina testacastana
  - Eremopterix verticalis (A.Smith, 1836) - allodola passerina dorsogrigio
  - Eremopterix leucopareia (G.A.Fischer & Reichenow, 1884) - allodola passerina di Fischer
- Genere Calendulauda
  - Calendulauda sabota (Smith, A, 1836) - allodola di Sabota
  - Calendulauda poecilosterna (Reichenow, 1879) - allodola pettorosa
  - Calendulauda alopex (Sharpe, 1890) - allodola d'Abissinia
  - Calendulauda africanoides (Smith, A, 1836) - allodola di macchia castana
  - Calendulauda albescens (Lafresnaye, 1839) - allodola del karoo
  - Calendulauda burra (Bangs, 1930) - allodola ferruginea
  - Calendulauda erythrochlamys (Strickland, 1853) - allodola delle grotte
  - Calendulauda barlowi (Roberts, 1937) - allodola di Barlow
- Genere Heteromirafra
  - Heteromirafra ruddi (Grant, 1908) - allodola di Rudd
  - Heteromirafra archeri Clarke, S, 1920 - allodola di Archer
- Genere Mirafra
  - Mirafra fasciolata (Sundevall, 1850) - allodola battiali orientale
  - Mirafra apiata (Vieillot, 1816) - allodola delle nuvole meridionale
  - Mirafra hypermetra (Reichenow, 1879) - allodola di macchia alirosse
  - Mirafra africana Smith, A, 1836 - allodola di macchia nucarossiccia
  - Mirafra rufocinnamomea (Salvadori, 1865) - allodola delle nuvole settentrionale
  - Mirafra angolensis Barboza du Bocage, 1880 - allodola dell'Angola
  - Mirafra williamsi Macdonald, 1956 - allodola del Marsabit
  - Mirafra passerina Gyldenstolpe, 1926 - allodola passerina
  - Mirafra cheniana Smith, A, 1843 - allodola di macchia meridionale
  - Mirafra javanica Horsfield, 1821 - allodola di Giava
  - Mirafra cantillans Blyth, 1845 - allodola canora
  - Mirafra microptera Hume, 1873 - allodola di Birmania
  - Mirafra assamica Horsfield, 1840 - allodola di macchia dell'Assam
  - Mirafra erythrocephala Salvadori & Giglioli, 1885 - allodola d'Indocina
  - Mirafra erythroptera Blyth, 1845 - allodola di macchia alirosse
  - Mirafra affinis Blyth, 1845 - allodola di Jerdon
  - Mirafra gilletti Sharpe, 1895 - allodola di macchia di Gillet
  - Mirafra rufa Lynes, 1920 - allodola di macchia rugginosa
  - Mirafra collaris Sharpe, 1896 - allodola dal collare
  - Mirafra ashi Colston, 1982 - allodola di Ash
  - Mirafra somalica (Witherby, 1903) - allodola somala beccolungo
  - Mirafra pulpa Friedmann, 1930 - allodola di macchia di Friedmann
  - Mirafra cordofanica Strickland, 1852 - allodola del Kordofan
  - Mirafra albicauda Reichenow, 1891 - allodola di macchia settentrionale
- Genere Lullula
  - Lullula arborea (Linnaeus, 1758) - tottavilla
- Genere Spizocorys
  - Spizocorys obbiensis Witherby, 1905 - calandrella di Obbia
  - Spizocorys sclateri (Shelley, 1902) - calandrella di Sclater
  - Spizocorys starki (Shelley, 1902) - calandrella di Stark
  - Spizocorys fremantlii (Lort Phillips, 1897) - allodola di Fremantle
  - Spizocorys personata Sharpe, 1895 - calandrella mascherata
  - Spizocorys fringillaris (Sundevall, 1850) - allodola di Botha
  - Spizocorys conirostris (Sundevall, 1850) - calandrella beccorosa
- Genere Alauda
  - Alauda leucoptera Pallas, 1811 - calandra siberiana
  - Alauda razae (Alexander, 1898) - calandrella dell'Isola Raza
  - Alauda gulgula Franklin, 1831 - allodola nana
  - Alauda arvensis Linnaeus, 1758 - allodola comune
- Genere Galerida
  - Galerida deva (Sykes, 1832) - cappellaccia di Sykes
  - Galerida modesta Heuglin, 1864 - cappellaccia modesta
  - Galerida magnirostris (Stephens, 1826) - cappellaccia beccogrosso
  - Galerida theklae A.E.Brehm, 1857 - cappellaccia di Thekla
  - Galerida cristata (Linnaeus, 1758) - cappellaccia
  - Galerida malabarica (Scopoli, 1786) - cappellaccia del Malabar
  - Galerida macrorhyncha Tristram, 1859 - cappellaccia del Maghreb
- Genere Eremophila
  - Eremophila alpestris (Linnaeus, 1758) - allodola golagialla
  - Eremophila bilopha (Temminck, 1823) - allodola di Temminck
- Genere Calandrella
  - Calandrella acutirostris Hume, 1873 - calandrella di Hume
  - Calandrella erlangeri (Neumann, 1906) - calandrella di Erlanger
  - Calandrella blanfordi (Shelley, 1902) - calandrella di Blanford
  - Calandrella cinerea (J.F.Gmelin, 1789) - calandrella capirossa
  - Calandrella brachydactyla (Leisler, 1814) - calandrella
- Genere Melanocorypha
  - Melanocorypha bimaculata (Ménétries, 1832) - calandrina bimaculata
  - Melanocorypha calandra (Linnaeus, 1766) - calandra
  - Melanocorypha yeltoniensis (J.R.Forster, 1768) - calandra nera
  - Melanocorypha mongolica (Pallas, 1776) - calandra della Mongolia
  - Melanocorypha maxima Blyth, 1867 - calandra maggiore
- Genere Chersophilus
  - Chersophilus duponti (Vieillot, 1824) - allodola di Dupont
- Genere Eremalauda
  - Eremalauda dunni (Shelley, 1904) - allodola di Dunn
- Genere Alaudala
  - Alaudala athensis (Sharpe, 1900) - calandrella dell'Athi
  - Alaudala cheleensis (Swinhoe, 1871) - calandrella della Mongolia
  - Alaudala somalica (Sharpe, 1895) - calandrella rossiccia
  - Alaudala rufescens (Vieillot, 1819) - calandrina
  - Alaudala raytal (Blyth, 1845) - calandrella del Raytal